# Sherri Martelová
Sherri Schrullová (* Sherri Russellová; 8. února 1958 – 15. června 2007) byla americká profesionální wrestlerka a manažerka, lépe známa pod svým ringovým jménem Sherri Martelová nebo Senstational Sherri. V roce 2006 byla uvedena do WWE Síně slávy.

## Osobní život
Od roku 2003 žila se svým manželem Robertem v Tennessee, kde mu pomáhala renovovat domy. Během svého života byla dvakrát rozvedená i vdaná a Booker Huffman ji utekl od oltáře. Měla jednoho syna.

### Smrt
Ráno dne 15. června 2007 zemřela v rezidenci své matky v McCalle v Alabamě, blízko Birminghamu. 11. září 2007 vyšetřovatelé zjistili, že příčinou smrti bylo náhodné předávkování více drogami najednou, včetně velkého množstí oxykodonemu.

## Ve wrestlingu
- Ukončovací chvaty
  - Sleeper hold
- Další chvaty
  - Diving splash
  - Scoop slam
- Byla manažerkou
  - Dave Sullivan
  - Ian Rotten
  - Jake "The Snake" Roberts
  - Kevin Sullivan
  - "Macho Man" Randy Savage
  - Ric Flair
  - Shane Douglas
  - Shawn Michaels
  - Marty Jannetty
  - Tatanka
  - Ted DiBiase
  - Terry Funk
  - Honky Tonk Man
  - Tracy Smothers
  - Zeus

## Šampionáty a ocenění
- American Wrestling Association
  - AWA Světový ženský šampionát (3krát)
- AWA Superstars of Wrestling
  - AWA Světový ženský šampionát (1krát)
- Cauliflower Alley Club
  - Další oslavenec (1994)
- International Wrestling Association
  - IWA Ženský šampionát (1krát)
- Women Superstars Uncensored
  - WSU Síň slávy (2009)
- World Wrestling Federation/Entertainment
  - WWF Ženský šampionát (1krát)
  - WWE Síň slávy (třída roku 2006)
- Wrestling Observer Newsletter
  - Manažerka roku (1991)